# Fichtelgebirge
Il Fichtelgebirge (in ceco Smrčiny) è un massiccio montuoso bavarese, che si trova al confine con la Repubblica Ceca. La cima più elevata del gruppo è lo Schneeberg (1 051 m s.l.m.). Il fiume principale nascente da questo massiccio è l'Eger, che dopo 65 km in terra tedesca scorre in Boemia col nome di Ohře, per poi confluire da sinistra nell'Elba presso Litoměřice.